# أليكس ألفيس (لاعب كرة قدم)
أليكس ألفيس هو لاعب كرة قدم برازيلي، ولد في 6 مارس 1981 في بارانا في البرازيل. لعب مع نادي بونتيفيدرا ونادي ساتورن رامنسكوي ونادي سانتوس ونادي غواراني ونادي فادوتس.

## وصلات خارجية
- أليكس ألفيس (لاعب كرة قدم) على موقع قاعدة بيانات كرة القدم.إي يو (الإنجليزية)
- أليكس ألفيس (لاعب كرة قدم) على موقع عالم كرة القدم.نت (الإنجليزية)